# Richard Warren Sears
Pour les articles homonymes, voir Richard Sears (homonymie).
Richard Warren Sears (7 décembre 1863 à Stewartville (Minnesota) – 28 septembre 1914), fils de James Warren Sears (forgeron et charron) et d'Eliza Burton, fut un chef d'entreprise, homme d'affaires et fondateur de la Sears, Roebuck and Company avec son associé Alvah C. Roebuck. Il est considéré comme l'un des premiers génies de la publicité aux États-Unis.

## Jeunesse
Sears commence à travailler très tôt afin d'offrir à sa famille un revenu supplémentaire. Son père avait acquis quelque bien mais l'avait perdu par de mauvais placements. Après avoir appris la télégraphie, il entre au service de la Minneapolis and St. Louis Railway où il occupe le poste de chef de gare à Redwood Falls (Minnesota). C'est en 1886 à l'âge de 23 ans que sa carrière marque un tournant. Un envoi de montres goussets provenant d'un fabricant de Chicago est alors refusé par un revendeur du Minnesota. 

## Les affaires

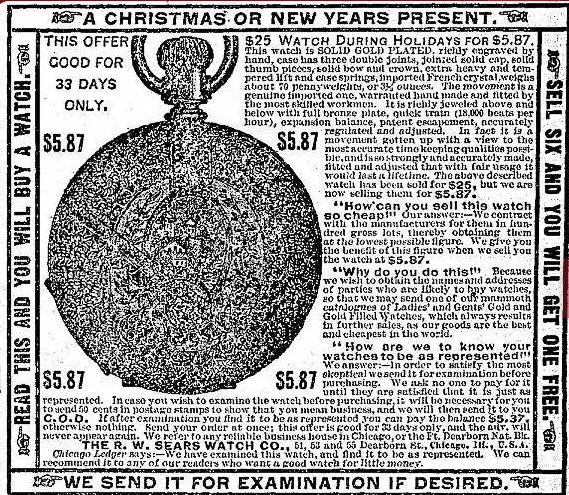
Publicité pour les montres vendues par R.W. Sears dans le Winchester Journal (Indiana) en 1888

Il devenait alors courant qu'un fabricant ou un grossiste fasse parvenir à un revendeur des produits qu'il n'avait pas commandés. En cas de refus, le grossiste proposait alors au revendeur de conserver la marchandise pour un coût prétendument inférieur au coût du renvoi de la marchandise à l'usine. Le revendeur peu soupçonneux acceptait souvent l'offre et vendait cette marchandise à ses clients en faisant un petit profit.
Mais en cette année 1886, un revendeur, flairant l'arnaque, refuse les montres. Le jeune Sears saute sur l'occasion. Il se met d'accord avec le grossiste pour conserver pour lui tout profit qu'il ferait sur un prix de 12 $. Il offrit alors ces montres aux autres chefs de gare de la ligne à 14 $. Les montres n'étaient alors vendues que dans les grands centres urbains. Les chefs de gare n'eurent donc aucune peine à les vendre à leur clients qui vivaient généralement loin des centres urbains.

## Minneapolis
En six mois, Sears amasse 5 000 $. Son succès dans cette entreprise lui ayant donné confiance en lui, il se rend à Minneapolis et fonde la R. W. Sears Watch Company. Ses talents publicitaires se font bientôt jour. Il place des annonces dans les journaux pour agriculteurs et fait envoyer des lettres et des brochures à des clients potentiels. Dès les débuts, il est clair que Sears a du talent pour rédiger les publicités. Il utilise une approche personnalisée dans ses annonces, qui s'accorde à la mentalité des habitants des régions rurales ou vivant dans de petites localités, les persuadant d'acheter ses produits par correspondance.

## Chicago
En 1887, Sears déplace ses activités à Chicago, un nœud de communication important du Midwest. La même année il engage l'horloger Alvah Curtis Roebuck pour s'occuper des réparations des montres. Roebuck n'est pas le premier employé de Sears mais il deviendra plus tard son associé dans la Sears, Roebuck & Company. Celle-ci voit le jour en 1893, alors que Sears a 30 ans. Quelques années plus tard, lorsque Roebuck quitte la société alors en pleine croissance, Sears prend un nouvel associé, le tailleur Julius Rosenwald, qui dirigera la société dès 1908 lorsque Sears se retire à l'âge de 45 ans. 
Le premier catalogue, publié en 1893 ne comporte que des montres. Dès 1897, d'autres produits sont ajoutés comme des vêtements pour hommes et femmes, des charrues, de l'argenterie, des vélos, et des articles de sport.
Désirant surpasser le leader du marché de la vente par correspondance la Montgomery Ward and Company, Richard Sears travaille 12 heures par jour et 7 jours par semaine. Sa stratégie est inchangée, des prix bas, beaucoup de publicité et sa garantie satisfait ou remboursé. En dix ans seulement, il parvient à son but et surpasse le volume de vente de la Montgomery Ward and Company.
Le catalogue de 500 pages est alors expédié à 300 000 foyers. Sears se concentre sur les régions rurales, car ayant été élevé dans une ferme, il connait les besoins de ses clients. Du fait de son expérience dans les chemins de fer, il a acquis les connaissances nécessaire à l'expédition des marchandises dans les régions éloignées.
En 1907, l'Amérique vit une sévère crise financière (connue sous le nom de Panique de 1907) et pour la première fois de son histoire, la Sears, Roebuck and Company ne parvient pas à établir un nouveau record de ventes. Richard Sears désire augmenter la publicité afin de contrer l'effet de la crise. Rosenwald est d'un autre avis, il veut réduire les dépenses en attendant un retournement de la conjoncture. Le conflit sera réglé par un vote du conseil d'administration. C'est la proposition conservatrice de Rosenwald qui l'emporte. Il en résultera une augmentation du profit, en 1908, alors que les ventes diminuent comme cela avait été prévu. 
Cet épisode, combiné à l'état de santé de Sears, font qu'il donne sa démission en tant que président de la compagnie le 21 décembre 1908. Il déménage de Oak Park à Lake Bluff (Illinois). Il meurt en 1914 à l'âge de 50 ans à Waukesha (Wisconsin) de la maladie de Bright. Il est enterré au cimetière de Rosehill à Chicago.

## Hommages
Sears est inscrit au tableau d'honneur de l'American National Business Hall of Fame. La ville de naissance de Sears, Stewartville, est sur la liste du Registre national des lieux historiques. La plus haute tour de Chicago porte son nom, la Sears Tower (renommée Willis Tower en 2009).

## Sources
- (en) Cet article est partiellement ou en totalité issu de l’article de Wikipédia en anglais intitulé « Richard Sears » (voir la liste des auteurs).